# Jean Prat (réalisateur)
Ne doit pas être confondu avec Jean Piat.
Pour les articles homonymes, voir Jean Prat et Prat.
Jean Prat est un réalisateur français de télévision, né le 25 février 1927 à Milan (Italie) et mort le 27 mars 1991 à Saint-Cloud (Hauts-de-Seine).

## Biographie
Après ses études à l'IDHEC (Institut des hautes études cinématographiques), Jean Prat est entré à la télévision nationale en 1952.
Il a été l'assistant de Claude Barma et René Lucot avant d'être nommé réalisateur en 1953. Il a été le réalisateur attitré de Lectures pour tous, l'émission de Pierre Dumayet, Pierre Desgraupes et Max-Pol Fouchet, de 1955 à 1968. Dans le même temps, il a réalisé 17 dramatiques de la série En votre âme et conscience, ainsi que plusieurs pièces de théâtre (Goldoni, Tchekhov).
Jean Prat s'est pendu le 27 mars 1991. La raison de ce suicide réside dans ce qu'il appelait lui-même le naufrage de la télévision d'alors,. « Il est mort, disait Yvan Audouard, de voir agoniser sous son regard impuissant une télévision atteinte de la plus longue, de la plus cruelle des maladies : la médiocrité ».

## Filmographie
- 1948 : Les Dieux du dimanche de René Lucot (assistant réalisateur)
- 1950 : Les Joyeux Pèlerins, d'Alfred Pasquali (assistant réalisateur)
- 1950 : Pigalle-Saint-Germain-des-Prés d'André Berthomieu (assistant réalisateur)
- 1956 : Les Hauts de Hurlevent[4], en deux parties, d'après Emily Brontë, avec Isabelle Pia, Charles Denner, Roger Carel
- 1956 : Ivanov, d'après Anton Tchekhov, avec Michel Vitold, Malka Ribowska, François Vibert
- 1958 : La Fille de la pluie, avec Dominique Lacarrière, Jean-Pierre Marielle, Régine Lovi
- 1958 : Le Ping pong, avec René Jean Chauffard, Michael Lonsdale, Raymond Pélissier
- 1956 - 1959 : En votre âme et conscience, 15 épisodes
- 1959 : Clarisse Fenigan, d'après le roman d'Alphonse Daudet La Petite Paroisse, adapté par Françoise Dumayet, avec Clotilde Joano, Jean Muselli, Philippe Noiret
- 1960 : Les Trois Sœurs, d'après Anton Tchekhov, avec Dominique Lacarrière, Clotilde Joano, Michael Lonsdale
- 1960 : Un rêve, court métrage, directeur de la photographie : Maurice Barry
- 1960 : Bethleem de Provence[5]
- 1961 : Hauteclaire[6], d'après Jules Barbey d'Aurevilly, avec Paul Frankeur, Michel Piccoli, Mireille Darc
- 1961 : Les Perses[7], tragédie d'Eschyle, adaptation en français de Jean Prat, avec François Chaumette, Maria Meriko, Maurice Garrel
- 1961 : Flore et Blancheflore, adaptation de Françoise Dumayet et Jean Prat avec Pierre Clémenti, Marika Green, Philippe Noiret
- 1962 : L'Ascenseur, scénario de Jean Prat et Roger Stéphane, avec Alexandre Rivemale, André Thorent, Amidou, Claire Duhamel, Jean Muselli, Maria Laborit, Jean Saudray
- 1962 : Escale obligatoire
- 1962 : Les Célibataires, d'après Henry de Montherlant, scénario de Jean-Louis Curtis, avec Fernand Ledoux, Jean-Paul Moulinot, André Luguet, Germaine Kerjean
- 1963 : Premier amour, d'après Ivan Tourgueniev, scénario de Françoise Dumayet, avec Fabrice Rouleau, Marie Dubois, José Luis de Vilallonga, Hélène Duc, Jean-Pierre Darras, Jean Topart
- 1964 : 325.000 francs, d'après le roman de Roger Vailland, adaptation et dialogues Roger Vailland et Jean Prat, avec Jean-Claude Rolland, Danièle Argence, Claude Confortès, Paul Frankeur, Roger Vailland, Claire Maurier
- 1965 : Le monde est petit, d'Alexandre Rivemale, avec François Chaumette, Jean Desailly, Howard Vernon
- 1965 : L'Héritage, d'après Guy de Maupassant, scénario de Jean Prat, avec Paul Bonifas, André Oumansky, Gabrielle Doulcet, Perrette Pradier, Jean-Louis Le Goff
- 1966 : Le Destin de Rossel, avec Sami Frey
- 1967 : L'Espagnol[8], en deux films: L'Étranger dans la vigne et Les Dernières Vendanges, d'après Bernard Clavel, avec Jean-Claude Rolland, Roger Ibanez
- 1967 : Antoine et Cléopâtre, d'après William Shakespeare, adaptation en français de Jean Prat, avec Judith Magre, François Chaumette, Jean Muselli, Pierre Meyrand, Jean-Pierre Bernard, Jean-Louis Le Goff, Madeleine Vimes
- 1969 : Le Grand Voyage, d'après le roman de Jorge Semprún
- 1969 : L'Envolée belle, scénario de Jean Prat et Alexandre Rivemale, avec Dominique Rollin, Laurence Imbert, Jean Pignol, Anne Roudier, Jean-Louis Le Goff, Pierre Meyrand
- 1971 : Le Tambour du bief
- 1974 : Contrecoups, scénario d'Andrée Chedid et Jean Prat, avec Maïa Simon, Virginie Vignon, Jean-François Chaintron
- 1974 : Le Silence des armes, d'après Bernard Clavel, avec Marc Chapiteau. Diffusé en 1976
- 1974 : Les Trois Sœurs, d'Anton Tchekhov, avec Dagmar Deisen, Anne Deleuze, Raphaël Delpard
- 1976 - 1978 : Les Lavandes[9], avec Jean Toscan, Yves Favier, Armand Meffre, Dominique Rollin, Pierre Meyrand, Georges Claisse. Série des trois téléfilms suivants :
  - 1976 : Les Lavandes et le réséda, scénario Alexandre Rivemale et Jean Prat
  - 1978 : Les Lavandes et la liberté, scénario Armand Meffre et Jean Prat
  - 1978 : Bataille pour les lavandes, scénario Armand Meffre et Jean Prat
- 1981 : L'Ensorcelée, d'après le roman Jules Barbey d'Aurevilly
- 1982 : Il n'y a plus d'innocents, scénario de Marcel Jullian, avec Christian Bouillette, Marc Chapiteau, Michel Charrel, Bernard-Pierre Donnadieu, Maurice Garrel, Michèle Moretti, Michel Puterflam, Janine Souchon, Georges Staquet
- 1982 : Deburau, retransmission de la pièce de Sacha Guitry, mise en scène Jacques Rosny, avec Robert Hirsch, Louis Amiel, Dominique Davray
- 1985 : Ana non, d'après le roman d'Agustín Gómez-Arcos, avec Germaine Montero, Maria Meriko, Roger Ibanez

## Mise en scène au théâtre
- 1967 : Domino, pièce de Marcel Achard, réalisation de la retransmission télévisée par Pierre Sabbagh, avec Georges Descrières, Jean Piat, Bernard Dhéran, Geneviève Casile, Claire Vernet

### Entretien
- Jean Prat, En tournant 325.000 francs, Entretiens, Roger Vailland, Éditions Subervie, 1970